# Aleko (Rachmaninow)
Aleko (ros. Алеко) – jednoaktowa opera, skomponowana przez rosyjskiego kompozytora Siergieja Rachmaninowa, do której libretto, w języku rosyjskim, według sztuki Aleksandra Puszkina Cyganie, napisał Władimir Niemirowicz-Danczenko. Praca dyplomowa Rachmaninowa i równocześnie jego pierwsza opera, której prapremiera światowa odbyła się w Teatrze Wielkim w Moskwie 9 maja 1893.

## Osoby, typ głosu, obsada premiery
- Aleko; baryton; Bogomir Korsow
- Młody Cygan; tenor; Lew Klementiew
- Stary Cygan (ojciec Zemfiry); bas; Stiepan Własow
- Zemfira; sopran; Maria Dejsza Sionickaja
- Stara Cyganka; alt; E.A. Szubina
- Chór Cyganów i Cyganek[1]

## Treść
Opera przedstawia historię Aleka i Zemfiry. Dziewczyna jest owocem miłości Starego Cygana i pięknej Mariuli, która jednak zostawiła ją jako niemowlę z ojcem, wyruszając w świat z obcym taborem, o czym śpiewa ojciec Zemfiry. Bohater nigdy by nie wybaczył Zemfirze takiej zdrady i dziwi się, dlaczego Stary Cygan nie zabił Mariuli. Tymczasem i Zemfira idzie w ślady swej matki, zdradzając Aleka z Młodym Cyganem. Drwi ona nawet z męża, wracając do niego i dziecka, co Aleko mocno przeżywa. Kobieta, idąc kolejny raz do kochanka, przestrzega go i namawia, żeby uciekł. Ich plany niweczy jednak sam zdradzany Aleko, który zagradza drogę Młodemu Cyganowi i w następstwie wymiany zdań zabija i kochanka, i Zemfirę. Jego czyn jednak nie znajduje usprawiedliwienia w oczach innych i musi się on zmagać z wyrzutami sumienia i odtrąceniem społeczności.

## Komentarz
Rachmaninow, będąc studentem Konserwatorium Moskiewskiego, otrzymał od Antona Arienskiego zadanie napisania na wiosnę 1892 w ramach pracy dyplomowej jednoaktówki, będącej adaptacją Cyganów Puszkina, z którego wywiązał się, komponując utwór w ciągu 17 dni. Co więcej praca ta przyniosła konserwatorium trzeci złoty medal w historii. Zyskał także uznanie Piotra Czajkowskiego.
Opera faktycznie przedstawia się jako dobry materiał warsztatowy, a wraz z Rachmaninowem to samo libretto otrzymało jeszcze dwóch studentów, ale tylko jego praca zyskała szerszy rozgłos. W dziele znaleźć można wiele charakterystycznych operowych form jak arioso, aria, intermezzo instrumentalne, taniec i chór. Rachmaninow dał się tutaj od razu jednak poznać ze swej znakomitej inwencji melodycznej. Zwłaszcza fragmenty przeznaczone dla Aleka i Starego Cygana obecnie śpiewane są również niezależnie, na koncertach. Dlatego tym bardziej dziwi fakt, że kompozytor przez wiele lat wręcz zakazywał wystawiania tej opery.